# Radůza
Radůza, vlastním jménem Radka Vranková (* 16. března 1973 Praha-Bubeneč), je česká zpěvačka, šansoniérka, písničkářka, multiinstrumentalistka a hudební skladatelka. Kromě skládání vlastních písní se věnuje také komponování vážné a scénické hudby, jakož i studiu lidové hudby různých evropských národů. Byla vdaná za spisovatele Josefa Urbana. S bývalým přítelem má syna Atillu (* 2007) a dceru Asenu (* 2009).

## Biografie
Do pěti let bydlela u prarodičů ve východních Čechách v Jeníkovicích u Třebechovic pod Orebem, oba se zásadně vepsali do jejího života.
Na lidové škole umění studovala hru na flétnu, později i lesní roh. Vystudovala konzervatoř – obor zpěv a skladba – sekce pop music. Soukromě také studovala klasickou hudbu.
Její velkou zálibou je cestování, při němž čerpá inspiraci a náměty pro svou další tvorbu. Domluví se anglicky, francouzsky, polsky, italsky a rusky. Studium jazyků rozličných národů je její další velkou zálibou.
Pro koncertní vystupování ji objevila Zuzana Navarová, se kterou hostovala poprvé, obě zpěvačky se posléze velmi sblížily. Na svých koncertech zaujímá hrou na akordeon, jakož i hrou na kytaru a klavír a silnými prožitky svých osobitých písní. V roce 2004 obdržela hned 3 ocenění „Anděl“ Akademie populární hudby v kategoriích Zpěvačka roku, Objev roku a žánrové kategorii Folk.
V roce 2005 přijala nabídku režiséra Jana Hřebejka a zahrála si v jeho filmu Kráska v nesnázích. V říjnu 2006 byl v pražském divadle Archa natočen záznam dvou koncertů pro její první DVD s názvem Půjdu kam chci. Vyšlo 26. března 2007 a křest proběhl 5. dubna 2007 v pražské Městské knihovně. Předcházelo mu vydání CD s názvem Vše je jedním 22. ledna 2007. Na konci srpna 2007 vydala novou studiovou nahrávku V salonu barokních dam.
Je autorkou scénické hudby k představením:
- Století touhy (Divadlo Archa)
- Lišák (Divadlo v Celetné – Spolek Kašpar)
- Baron z Hopsapichu (Divadlo v Celetné – Spolek Kašpar)
- Tři sestry (Dejvické divadlo)
- Romeo a Jana (Divadlo v Řeznické)
- Tanec na konci léta (Slezské divadlo Opava)

Na své značce vydala album kapely Zrní Hrdina počítačový hry jde do světa (2011).

## Diskografie

### Autorská alba
- Blues? (1994, demo kazeta)
- Andělové z nebe (2001, Indies Records)
- Při mně stůj (2003, Indies Records)
- V hoře (2005, Indies Records)
- Vše je jedním (2007, Indies Records)
- V salonu barokních dam (2007, Indies MG Records)
- O Mourince a Lojzíkovi aneb Pohádkové čtení se zpěvy (2008, Indies MG Records) – dvojalbum
- Miluju vás (2010, Radůza Records) – nominace na Anděla 2010 v kategorii „folk & country“
- Ocelový město (2012, Radůza Records)
- Gaia (2014, Radůza Records)
- Kapitán Srdce, 2014, Radůza Records – singl s Janem Budařem
- Marathon – příběh běžce (2015, Radůza Records)
- Tenkrát v ráji (soundtrack) (2016)
- Studna v poušti (2017)
- Muž s bílým psem (2018)
- Kupředu plout (2020)
- Nebe je odemčené (2022), dvojalbum[5]

### DVD
- Půjdu, kam chci (2007, Indies MG Records) – nominace na Anděla 2007 v kategorii „DVD roku“
- Ocelový město (2012, Radůza Records)

### Kompilace
- Bylo nebylo, Best of, 2CD, 2023

### Hostování
- Nerez – Nerez v Betlémě (1993, Monitor records)
- Cymbelín – Kolem osy (2001, Indies Records)
- Jablkoň – Cestující v noci (2003, Indies Records)
- Wabi & Ďáblovo stádo – Příběhy písní (2014)

### Spoluúčast na výběrech
- Sloni v porcelánu – písničkáři dětem (1999, Monitor-EMI)
- Zlatá kolekce – Folk (2002, Sony Music / Bonton)
- Legendy folku (2003, Wenkow records)
- Folkové léto (2003, Sony BMG)
- Indies records 2004 & Best of 15 years (2004, Indies Records)
- Kráska v nesnázích (2006, Sony BMG), soundtrack ke stejnojmennému filmu
- Havěť všelijaká (2007, Indies MG Records) výběr pro děti, polská lidová písnička o kozičce
- Pražští pěvci – Ten, který krotí všechno pozemské, autorka hudby i textu

### Vážná hudba (artificiální)
- Vánoční „D-dur“ pro trubku a varhany (2000)
- Myslivecké nokturno aneb Tři písně prostonárodní pro nižší hlas, dva pozouny, claves a řehtačku, na vlastní text (2000)
- Ten, který krotí všechno pozemské, duchovní kantáta na biblické texty pro sóla, smíšený sbor, troje housle, violoncello, kontrabas, hoboj, pozoun, klavír a tympány (2001)
- Ó radostné vítání, variace pro varhany (2001)
- Zem nohám, čtyři písně pro komorní smíšený sbor na texty tradiční navažské modlitby, egyptské modlitby, Buddhovy rozpravy a Nanaa Sakakiho (2001)
- Na svatýho Řehoře, dvanáct písní pro dětský sbor na texty lidových pranostik (2002)

## Filmografie
- 2006 – Kráska v nesnázích, role šansoniérky, hudba a zpěv v ústřední písni filmu
- 2007 – Půjdu, kam chci, dokument o Radůze – režie Olga Špátová

## Knižní tvorba
- O Mourince a Lojzíkovi. Praha: Brio, 2008. 48 s. ISBN 978-80-86113-90-6.
- Čáp nejni kondor. Praha: Baobab, 2011. 72 s. ISBN 978-80-87060-44-5.
- Marathon, příběh běžce. [s.l.]: Radůza Records, 2015.